# Cantonul Seyne
Cantonul Seyne este un canton din arondismentul Digne-les-Bains, departamentul Alpes-de-Haute-Provence, regiunea Provence-Alpes-Côte d'Azur, Franța.

## Comune
- Auzet
- Barles
- Montclar
- Saint-Martin-lès-Seyne
- Selonnet
- Seyne (reședință)
- Verdaches
- Le Vernet